# Wissem Abdi
Wissem Abdi (Sfax, 2 aprile 1979) è un ex calciatore tunisino, di ruolo difensore.